# Union (banda)
Union es una banda de hard rock estadounidense formada en 1997.

## Carrera
Fue formada por el vocalista y guitarrista John Corabi (ex-Mötley Crüe), el guitarrista Bruce Kulick (ex-Kiss), el bajista James Hunting (David Lee Roth y Eddie Money), y el baterista Brent Fitz (Slash). Kulick dejó Kiss después de que dicha banda decidiera reunirse con sus miembros originales, y Corabi dejó Mötley Crüe bajo circunstancias similares.
Union lanzó dos discos de estudio y uno en vivo. El disco homónimo, grabado en 1997 y lanzado al mercado en 1998, contó con dos sencillos: "Old Man Wise" y "October Morning Wind". Luego se lanzaron en una gira por todo Estados Unidos, principalmente en pequeños establecimientos. En 1999 se lanzó UNION Live in the Galaxy, mezclado por Bruce Bouillet y Bruce Kulick. Dicha presentación fue grabada en The Galaxy Club.
El nuevo milenio trajo consigo otro disco en estudio de Union, titulado The Blue Room, producido por Bob Marlette. A partir de entonces, la banda pasó largos periodos de inactividad, mezclados con presentaciones esporádicas y proyectos musicales diversos.

## Discografía
- Union (1998)
- Union Live in the Galaxy (1999)
- The Blue Room (2000)